# James Barry
|  | Per a altres significats, vegeu «James Barry (cirurgia)». |

James Barry (Cork, Irlanda, 11 d'octubre de 1741 - 22 de febrer de 1806) va ser un pintor irlandès que va ingressar en la Royal Academy el 1773, encara que en seria expulsat posteriorment. Expert en l'obra de pintors renaixentistes com ara Rafael Sanzio, Leonardo da Vinci, Miquel Àngel i Tiziano, és estimat com un dels més importants artistes irlandesos.

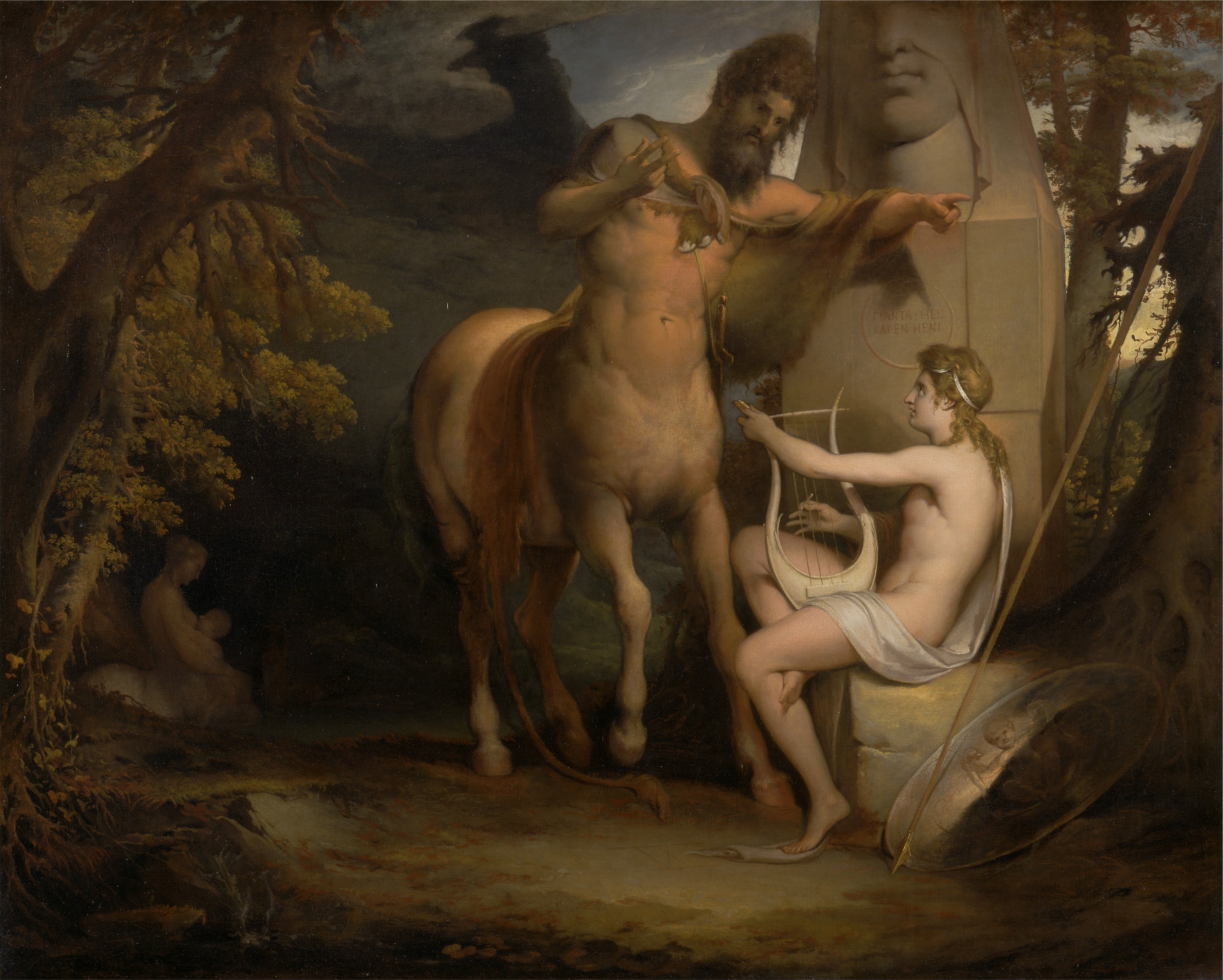
L'educació d'Aquil·les, 1772, Centre d'Art Britànic de Yale

Decidit a pintar temes del seu grat, més aviat que seguir les instruccions dels directors, Barry és catalogat com un dels primers artistes romàntics irlandesos. Va romandre pràcticament desconegut fins que, el 1983, una exposició dedicada a ell a la Tate Gallery va permetre el redescobriment d'aquest artista.
Barry va crear les seves obres al voltant de la mitologia, els retrats (entre aquests, els propis) i escenes costumistes, de les quals es pot ressaltar:
- Autoretrat (1767)
- La temptació d'Adam, 1767-70
- Philoctetes (1770)
- L'educació d'Aquil·les (1772)
- Lear plora la mort de Cordèlia (1774)
- La mort del general Wolfe (1776)
- Autoretrat com Timantes, (1780-1803)
- Júpiter i Juno al mont Ida (1790-1799)
- El triomf de la navegació o Riu Tàmesi (1792)
- Autoretrat (1803)
- Escena infantil (1806)
- Retrat de Samuel Johnson